# زلزال سومطرة 2005

موقع الهزة الأرضية

يوم السبت 28 ماي 2005 ضرب زلزال عنيف شمال سومطرة، أندونيسيا، وذلك بتوقيت 18:55:39 (UTC)، بقوة مقدارها 8.7 على مقياس ريختر. تم تقدير العمق بما يقارب 30 كيلومتر.

## معطيات
- مقدار: 8.7
- موقع: 2.074°شمال، 97.013°شرق
- عمق: 30 كيلومتر (18.6 ميل)
- منطقة: شمال سومطرة، أندونيسيا
- المسافات
- 205 كيلومتر (125 ميل) غرب شمال غرب سيبولغا، سومطرة، أندونيسيا
- 245 كيلومتر (155 ميل) جنوب غرب ميدان، سومطرة، أندونيسيا
- 535 كيلومتر (330 ميل) غرب جنوب غرب كوالالمبور، ماليزيا
- 1410 كيلومتر (880 ميل) شنال غرب جاكارتا، جاوة، أندونيسيا
- نسبة الخطأ
- الأفقي +/- 4 كيلومتر (2.5 ميل)
- عمق --

## نتائج
- -1000 شخص على الأقل قتلوا، 300 أصيبوا و300 بناية تحطّمت في نياس؛
- -100 شخص قتلوا، والكثير جرحوا وعدة بنايات تضرّرت على سيميوليو Simeulue
- -200 شخص قتلوا في Kepulauan Banyak
- -3 أشخاص قتلوا، 40 أصيبوا وبعض الأضرار في منطقة Meulaboh، سومطرة.
- -أمواج تسونامي بارتفاع 4 أمتار أتلفت الميناء والمطار على سيميوليو.
- -تسونامي بارتفاع المترين ضربت الساحل الغربي لنياس وبارتفاع متر في Singkil وMeulaboh، سومطرة.
- -على الأقل 10 أشخاص قتلوا أثناء إخلاء سواحل سريلانكا.
- -ضربت على طول الساحل الغربي لماليزيا
- -شعر بالزلزال في بانكوك، تايلند سنغافورة، جزر المالديف، جزر Nicobar، الهند وفي سريلانكا.

ارتفاع موجة التسونامي (قمة إلى قاع) حسب محطات الرصد:
- -حوالي 40 سنتيمترَ على Panjang، أندونيسيا
- -جزر المالديف
- -حوالي 25 سنتيمتر في كولولمبور، سريلانكا
- -40 سنتيمتر على Hanimadu،
- -18 سنتيمتر في مالي
- -و10 سنتيمتر في غان
- -حوالي متر 1 على ساحلِ Kepulauan Banyak
- - متر على ساحل الصومال.

الانحسار لوحظ على البرك في غرب البنغال، والهند.

## تاريخ
آخر زلزال في المنطقة بمقدارِ 8+، كان في 1861. زلزال عام 1861 ولد تسونامي دمرت المنظقة. حدث زلزال أخر بمقدارِ مماثل ولكن نحو الجنوب في 1833.

## معاملات القياس
- Nst=289
- Nph=289
- Dmin=537 km
- Rmss=0.76 sec
- Gp= 25°
- M-type=teleseismic moment magnitude (Mw)
- Version=R